# 楊法深
楊法深，6世紀仇池氐人，曾經在陰平自稱為王。
535年（大同元年）十一月甲子，梁武帝以雄勇将军、北益州刺史阴平王杨法深进号平北将军。十二月戊戌，梁武帝以平西将军、秦、南秦二州刺史武兴王杨绍先进号车骑将军、平北将军、北益州刺史阴平王杨法深进号骠骑将军。551年被西魏授為黎州刺史。他在552年跟隨尉遲迥攻蜀。